# Julius Rosenwald
Julius Rosenwald, né le 12 août 1862 à Springfield  (Illinois) et mort le 6 janvier 1932 à Highland Park (Illinois), est un homme d'affaires et philanthrope américain. Il est surtout connu en tant que copropriétaire et dirigeant de Sears, Roebuck and Company, et pour avoir créé le Rosenwald Fund, qui a fait don de millions de dollars en fonds de contrepartie pour soutenir l'éducation des enfants afro-américains dans le sud rural des États-Unis, ainsi que d'autres causes philanthropique durant la première moitié du 20e siècle. En 1919, il fut nommé à la Commission de Chicago pour les relations raciales. Il a également été le principal fondateur et bailleur de fonds du Musée des sciences et de l'industrie de Chicago, auquel il a donné plus de 5 millions de dollars et dont il a été président de 1927 à 1932.

## Jeunesse

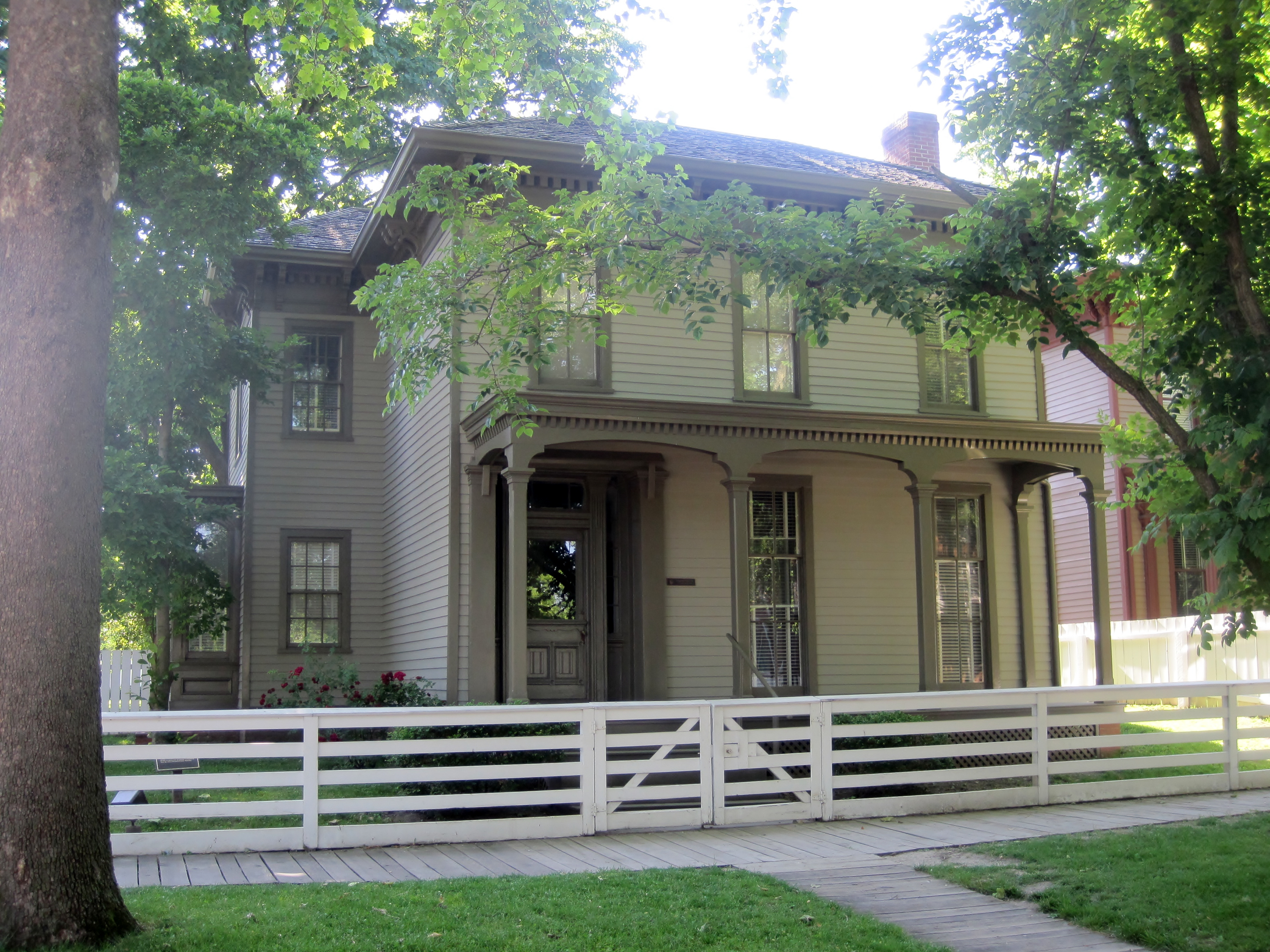
La famille Rosenwald a acheté cette maison en 1868, la possédant jusqu'en 1886.

Julius Rosenwald est né en 1862 du tailleur Samuel Rosenwald et de son épouse Augusta Hammerslough, un couple d'immigrants juifs d'Allemagne. Il est né et a grandi à quelques pâtés de maisons de la résidence d'Abraham Lincoln à Springfield, dans l'Illinois pendant la présidence de celui-ci. En 2020, sa maison, anciennement connue sous le nom de Lyon House a été rebaptisée en son honneur et une plaque a été érigée.
Vers sa seizième année, Rosenwald fut envoyé par ses parents comme apprenti auprès de ses oncles à New York pour apprendre le commerce de l'habillement. Pendant son séjour à New York, il se lia d'amitié avec Henry Goldman et Henry Morgenthau, Sr. Avec son jeune frère Morris, Rosenwald lança une entreprise de fabrication de vêtements. Ils furent ruinés par une récession en 1885[réf. nécessaire].
Rosenwald avait entendu parler d'autres fabricants de vêtements qui avaient commencé à fabriquer des vêtements selon des tailles standardisées à partir de données recueillies pendant la guerre de Sécession. Il décida d'essayer le système, mais de rapprocher son usine de fabrication de la population rurale qu'il prévoyait être son marché. Lui et son frère déménagèrent à Chicago. Une fois là-bas, les frères Rosenwald demandèrent l'aide d'un cousin, Julius Weil; ensemble, ils fondèrent Rosenwald et Weil Clothiers[réf. nécessaire].

## Mariage et famille
En 1890, Rosenwald épousa Augusta Nusbaum, fille d'un concurrent. Ensemble, ils eurent cinq enfants: Lessing J. Rosenwald, Adele (Rosenwald) Deutsch Levy, Edith (Rosenwald) Stern, Marion (Rosenwald) Ascoli et William Rosenwald. Leur fils Lessing Rosenwald devint un homme d'affaires de premier plan, suivant son père à la présidence de Sears, Roebuck & Company (1932–1939). Edith épousa l'homme d'affaires Edgar B. Stern Sr.
L'un de ses petits-enfants est Nina Rosenwald. Un autre est le producteur de films hollywoodiens Armand Deutsch (en), qui pensa qu'il était la cible des tueurs à sensations fortes Leopold et Loeb, qui ont enlevé et assassiné son camarade de classe Robert "Bobby" Franks le 21 mai 1924.

## Sears, Roebuck & Compagnie
En 1893, Richard Sears et Alvah C. Roebuck renommèrent leur entreprise Sears, Roebuck & Company et commencèrent à se diversifier. Rosenwald and Weil était l'un des principaux fournisseurs de vêtements pour hommes pour Sears, Roebuck. Les volumes de marchandises invendues causés par la panique de 1893 et sa santé déclinante ont conduit Roebuck à quitter l'entreprise.
Roebuck plaça son intérêt dans l'entreprise entre les mains de Sears qui, à son tour, proposa que la moitié de l'entreprise soit vendue à l'homme d'affaires de Chicago Aaron Nusbaum, qui à son tour a amené Rosenwald, à qui Sears devait de l'argent. En août 1895, Sears vendit la moitié de l'entreprise de Roebuck à Nusbaum et Rosenwald pour 75 000 $. La nouvelle Sears, Roebuck and Company fut réincorporée dans l'Illinois avec un capital de 150 000 $ en août 1895. Sears et Rosenwald s'entendaient bien, mais Nusbaum était un problème. Sears et Rosenwald lui rachetèrent sa part pour 1,3 million de dollars en 1903 pour le faire sortir de l'affaire.
Rosenwald apporta à l'entreprise un management rationnel et des gammes de produits diversifiées: produits secs, biens de consommation durables, médicaments, quincaillerie, meubles et presque tout ce qu'un ménage agricole pourrait désirer. De 1895 à 1907, sous la direction de Rosenwald en tant que vice-président et trésorier, les ventes annuelles de la société passèrent de 750 000 à plus de 50 millions de dollars. La prospérité de l'entreprise et leur vision d'une plus grande expansion ont conduit Sears et Rosenwald à faire entrer l'entreprise en bourse en 1906, avec 40 millions de dollars en actions. Rosenwald s'est tourné vers son vieil ami Henry Goldman, qui était maintenant associé principal chez Goldman Sachs, pour gérer l' offre publique initiale à la bourse. Après que Sears ait démissionné de la présidence en 1908 en raison d'une santé déclinante, Rosenwald fut nommé président.
Le 2 janvier 1915, Rosenwald fut inculpé à Chicago pour avoir omis d'avoir rempli un dossier d'impôts fonciers personnels. Un intervenant a décrit l'acte d'accusation comme « un coup de feu entendu dans le monde entier ». Avant l'acte d'accusation, la commission d'examen des impôts avait fixé la valeur de l'action Sears de Rosenwald à 7 500 000 $. Rosenwald déclara que cela était très excessif et a en outre affirmé que les actions de la société new-yorkaise ne représentaient pas des actifs corporels. L'acte d'accusation fut annulé en mars 1915 lorsque les avocats de Rosenwald ont convaincu la Cour que l'article de loi qui prévoyait la poursuite de ces affaires avait été abrogé.
La société connu un grand creux pendant la récession de l'après-guerre, alors qu'une grave dépression frappait les fermes du pays après que les agriculteurs aient sur-agrandi leurs exploitations. Pour renflouer l'entreprise, Rosenwald promît 21 millions de dollars de sa fortune personnelle. En 1922, Sears avait retrouvé sa stabilité financière. Deux ans plus tard, en 1924, Rosenwald démissionna de la présidence, mais resta comme chairman; son objectif était de consacrer plus de temps à la philanthropie. Il a d'abord supervisé la conception et la construction du premier grand magasin de la société au sein de Sears, l'immense complexe de bureaux, de laboratoires et de vente par correspondance de 16 hectares de Roebuck sur l'avenue Homan et la rue Arthington, dans le West Side de Chicago. Le magasin a ouvert le 2 février 1925. Après avoir quitté la présidence, Rosenwald fut nommé président du conseil d'administration de Sears, poste qu'il a occupé jusqu'à sa mort en 1932[réf. nécessaire].

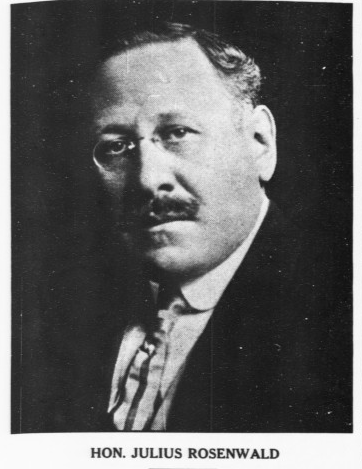
Hon. Julius Rosenwald, 23 décembre 1922.

## Philanthropie
Après la réorganisation financière de Sears en 1906, Rosenwald se lia d'amitié avec l'autre partenaire principal de Goldman Sachs, Paul J. Sachs, qui est souvent resté avec Rosenwald lors de ses nombreux voyages à Chicago et les deux discutèrent de la situation sociale des États-Unis, convenant que le sort des Afro-Américains était le sujet le plus sérieux dans le pays. Sachs présenta Rosenwald à deux éminents éducateurs et défenseurs de l'éducation afro-américaine, William H. Baldwin (en) et Booker T. Washington. Rosenwald fit cause commune avec Washington et fut invité à siéger au conseil d'administration de l'Institut Tuskegee en 1912, poste qu'il a occupé jusqu'à la fin de sa vie. Il dota l'institut pour libérer Washington de la collecte de fonds et lui permettre de consacrer plus de temps à la gestion de l'institut.
Rosenwald est devenu membre de la principale congrégation juive réformée de la ville, la congrégation de Chicago Sinai, peu après avoir déménagé à Chicago. Son rabbin, Emil G. Hirsch, a eu un grand impact sur la philanthropie de Rosenwald. Ce dernier a fait un don généreux à plusieurs projets communautaires juifs de la ville et fut vice-président de Chicago Sinai pendant de nombreuses années.

### Éducation afro-américaine
Booker T. Washington encouragea Rosenwald à s'attaquer au mauvais état dusystème éducatif pour les Afro-américains aux États-Unis, qui souffrait de bâtiments et de livres inadéquats. Rosenwald fournit des fonds pour construire six petites écoles dans l'Alabama rural, qui ont été construites et ouvertes en 1913 et 1914, et supervisées par Tuskegee. Comme les projets ont été construits par et pour les Afro-Américains, ils ont montré l'intention de Rosenwald de rester dans les coulisses. Inspiré par le progressisme social de Jane Addams, Grace Abbott, Paul J. Sachs et le judaïsme réformé d'Emil Hirsch et Julian Mack (dont beaucoup étaient également des amis personnels), Rosenwald consacra son temps, son énergie et son argent à la philanthropie[réf. nécessaire].
Ses mots, écrits en 1911 : « Les horreurs dues aux préjugés raciaux reviennent aux Juifs avec plus de force qu'aux autres de race blanche, à cause des siècles de persécution dont ils ont souffert et souffrent encore. » La collaboration entre Booker T. Washington et Julius Rosenwald a fait l'objet du documentaire 2015 Rosenwald, sous-titré L'histoire remarquable d'un partenariat juif avec les communautés afro-américaines par l'écrivain, producteur et réalisateur Aviva Kempner,, qui a remporté le prix du jury du meilleur documentaire au Festival international du film de Teaneck et le prix de l'Université Lipscomb du jury œcuménique du Festival du film de Nashville.
Il a créé son fonds Rosenwald en 1917 pour « le bien-être de l'humanité ». Contrairement à d'autres fondations dotées, conçues pour se financer à perpétuité, le fonds Rosenwald était destiné à utiliser tous ses fonds à des fins philanthropiques. En conséquence, le fonds a été complètement dépensé en 1948[réf. nécessaire].

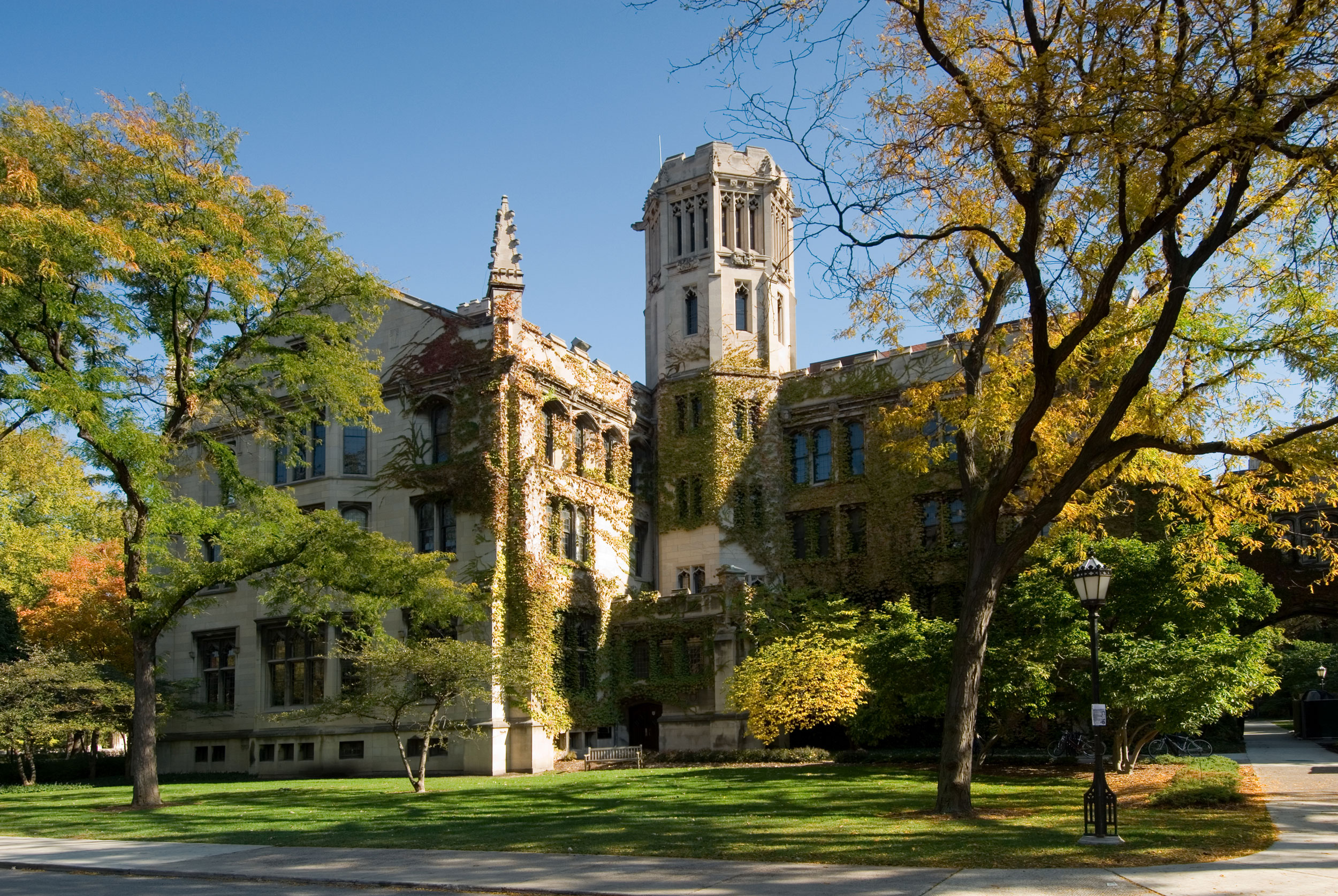
Julius Rosenwald Hall de l'université de Chicago.

### Écoles, universités et musées
Au cours de sa vie, Rosenwald et son fonds ont fait don de plus de 70 millions de dollars aux écoles publiques, collèges et universités, musées, organismes de bienfaisance juifs et institutions afro-américaines[réf. nécessaire]. Le programme de construction d'école rurale était l'un des plus grands programmes administrés par le Fonds Rosenwald. Il a contribué pour plus de 4 millions de dollars en fonds de contrepartie pour la construction de plus de 5000 écoles, magasins et maisons pour d'enseignants dans le Sud. Ces écoles sont devenues officieusement connues sous le nom d'« écoles Rosenwald ».
Rosenwald commanda l'un des plus grands lotissements philanthropiques de Chicago: les Michigan Boulevard Garden Apartments, à l'angle de 47e rue et de Michigan Ave. Les Michigan Boulevard Garden Apartments ont été l'un des premiers lotissements américains à mélanger les usages résidentiels, commerciaux et sociaux et sont toujours debout[réf. nécessaire].
Le complexe a été construit en 1929 par Julius Rosenwald et son neveu, l'architecte Ernest Grunsfeld (qui a également conçu le planétarium Adler, à la demande du beau-frère de Rosenwald, Max Adler).[réf. nécessaire] Couvrant un bloc carré, les bâtiments fermaient une immense cour centrale paysagée. Rosenwald planifia le développement de 421 unités pour fournir des logements solides aux Afro-Américains et pour soulager l'énorme surpopulation due à la ségrégation raciale omniprésente à  Chicago. Le développement de l'ensemble comprenait également 14 magasins sur le côté bordant la 47e rue, dont quatre étaient occupés par des entreprises appartenant à des Noirs, et une école maternelle. Rosenwald a investi 2,7 millions de dollars dans le projet, ne recevant qu'un rendement de 2,4% au cours des sept premières années[réf. nécessaire].

### YMCA pour les Afro-Américains
Le Young Men's Christian Association (YMCA) demanda en 1910 à Rosenwald de financer un projet pour un nouveau bâtiment à Chicago; Rosenwald répondit qu'il ne contribuerait que si un centre pour les Afro-Américains était également construit. Le résultat fut le Wabash Avenue YMCA, ouvert en 1914, qui sera plus tard classé comme monument historique. Le Wabash "Y" a grandement aidé l'intégration des Noirs à Chicago pendant la Grande migration afro-américaine. Il fonctionne toujours aujourd'hui.
Rosenwald a ensuite offert des subventions « de défi » à des villes à travers les États-Unis pour construire des YMCA pour les Afro-Américains. Rosenwald promit de donner 25 000 $ à toute ville qui pourrait recueillir 75 000 $ pour construire un YMCA pour les Afro-Américains. Entre 1911 et 1933, Rosenwald a offert plus de 600 000 $ pour la construction de vingt-cinq YMCA dans vingt-quatre villes à travers les États-Unis, dont un à Harlem.

### Samuel Reshevsky
Rosenwald était le patron du jeune prodige des échecs Samuel Reshevsky. Il encouragea Reshevsky à obtenir un diplôme universitaire afin de ne pas être complètement dépendant des échecs pour vivre. Reshevsky obtint son diplôme en comptabilité de l'université de Chicago.

### Extension du comté
Rosenwald accorda des subventions de 1 000 $ aux 100 premiers comtés des États-Unis pour embaucher des agents d'extension de comté, (County Extension Agents (en)) aidant ainsi le ministère de l'Agriculture des États-Unis lancer un programme très précieux pour les Américains ruraux. Il a également été le principal fondateur et bailleur de fonds du Musée des sciences et de l'industrie de Chicago, auquel il a donné plus de 5 millions de dollars et en a été le président (1927–1932).

## Mort et héritage
Rosenwald est mort à son domicile, dans la section de Ravinia à Highland Park dans l'Illinois, le 6 janvier 1932.
- Son buste a été créé en bronze et il faisait partie de ceux de huit magnats honorés de l'industrie qui furent installés entre la rivière Chicago et le Merchandise Mart au centre-ville de Chicago.
- Pendant la Seconde Guerre mondiale, le Liberty ship SS Julius Rosenwald (en) été construit à Panama City, en Floride, et nommé en son honneur[20].
- Julius Rosenwald fut intronisé au Junior Achievement U.S. Business Hall of Fame (en) en 1992.
- Un film de 2015 Rosenwald réalisé par Aviva Kempner documente sa vie et sa philanthropie.
- Une école primaire du système de l'école publique de Chicago, située au 2601 W 80th Street dans le Sud-Ouest de Chicago, a été nommée d'après Rosenwald en 1952.
- La maison d'enfance de Rosenwald, qui fait partie du Lincoln Home National Historic Site, a été renommée en son honneur en 2020. Une plaque commémore son travail[21].